# خوشینان علیا
خوشینان علیا، روستایی از توابع بخش مرکزی شهرستان کرمانشاه در استان کرمانشاه ایران است و در فاصله32 کیلومتری شهر کرمانشاه قرار دارد.نکته ای که باعث تعجب است این است که چندین سال است که مردم این روستا با لک لک هایی که در روستا لانه درست کرده اند بسیار خوب و مهربانانه زندگی میکنند و هیچ گونه اسیبی به انها نرسانده اند و همین امر باعث متمایز شدن این روستا از روستا های دیگر است.

## جمعیت
این روستا در دهستان میان‌دربند قرار دارد و بر اساس سرشماری مرکز آمار ایران در سال ۱۳۸۵، جمعیت آن ۳۵۶ نفر (۷۸خانوار) بوده‌است.